# Monastère Mor Gabriel
Le monastère Mor Gabriel (en syriaque : ܕܝܪܐ ܕܡܪܝ ܓܒܪܐܝܠ (Dayro d-Mor Gabriel), en turc : Deyrulumur Manastırı), ou monastère Saint-Gabriel, est un monastère syriaque orthodoxe situé près de la ville de Midyat, dans la province de Mardin en Turquie. Il est parfois appelé Monastère de Qartamin.

## Histoire
Il est fondé en 397 par les moines Mor Shmuel (Samuel) et Mor Shemun (Siméon) de Qartmin sur les ruines d'un ancien temple païen.
Dans ce monastère, la Croix mosaïque s'inscrit sur un fond doré, entourée de feuillage. Cette croix, souvent reproduite dans les absides et lieux de culte de l'aire syro-mésopotamienne, est un signe de la victoire de l'empereur Constantin en 312, à la suite de laquelle il s'est converti au christianisme.
Il tira son nom actuel au VIIIe siècle de l'évêque Mor Gabriel de Qartmin (593-668), consacré évêque monophysite par le Patriarche Athanase. Environ 12 000 ecclésiastiques y seraient inhumés.
Au XIVe siècle, l'invasion des Mongols de la Horde d'or entraîna la mort de quarante moines et quatre cents autres chrétiens par suffocation,, et le monastère occupé pendant quatre ans. Il a connu une certaine renaissance à partir de 1970. Il est aujourd'hui le siège de l'évêché du Tour Abdin et la résidence de son évêque, Mor Iwannis Ephrem Bilgic, et il abrite une petite communauté de sept sœurs et quatre moines.

## Higoumènes[10]
- Rabban Shabo Günesh (décédé en 1962).
- À partir de 1962, Mor Julius Yeshu Çiçek, né en 1942 à Kafro Elayto, dans le Tur 'Abdin, décédé en 2005[11].
- Depuis 1971, Mor Samuel Aktas.

## Expropriation

Le monastère Mor Gabriel

De 2009 à 2012, un procès fut en cours contre l'État turc qui souhaitait prendre possession des quelque deux-cent cinquante hectares de terrain du monastère. Le monastère a perdu son procès. Dans un contexte social qui aurait donné lieu à certaines persécutions, la Cour suprême turque a confirmé cette expropriation dans son jugement du 27 janvier 2011. Il semblerait que le monastère soit victime à la fois de réseaux d'influence, et d'une peur du retour des chrétiens qui exigeraient que leurs propriétés spoliées leur soient rendues. En juillet 2012, la Cour de cassation de Turquie a donné tort au monastère en l’accusant d’occuper abusivement 24,4 ha de terres.